# Personnages de Hokuto no Ken
Cet article présente les personnages de la série de manga et de l'anime Hokuto no Ken (北斗の拳, Hokuto no Ken), aussi connu en français sous le nom Ken le Survivant, créée par Tetsuo Hara et Buronson.

## Hokuto Shinken

### Kenshiro
Kenshiro (ケンシロウ, Kenshirō), plus connu sous le nom de Ken, est le personnage principal. Il est le 64e héritier de la technique du Hokuto Shinken (Poing divin de la Grande Ourse), un kung-fu d'assassins transmis de génération en génération depuis plus de 2 000 ans. Succédant à son père adoptif Ryûken, il est considéré comme un des plus grands maîtres de l'histoire du Hokuto grâce à sa maîtrise de techniques légendaires comme la création de la vie à partir du néant (無想転生, Musō Tensei).

### Raoh
Raoh (ラオウ, Raō), ou Raoul dans la version française dans l'anime, est l'un des quatre disciples de Ryûken. Il mesure 2,10 m et pèse 145 kilos. Il est le plus âgé des quatre frères du Hokuto Shinken. Malgré sa grande force, il ne sera pas désigné héritier du style à cause de sa grande soif de pouvoir. Il ne tentera pas de ravir le titre d'héritier du Hokuto Shinken à Kenshirô mais il parcourra le monde afin de maîtriser une à une les différentes techniques d'autres maîtres afin de surpasser l'héritier. Car Raoh n'a qu'une seule ambition c'est d'être l'homme le plus fort du monde.
C'est au moment où il pensa être le plus fort qu'il affrontera Kenshiro et mourra en s'infligeant lui-même le coup fatal au terme d'un terrible combat. Sa mort marquera la fin de la première époque de Ken le survivant. C'est un homme ambitieux et conquérant qui n'hésite pas à tuer pour assouvir sa soif de conquête mais il possède néanmoins certaines valeurs nobles que beaucoup d'autres méchants de la série n'ont pas.

### Toki
Toki (トキ) est un des quatre frères disciples de Ryûken. Il mesure 1,88 m et 95 kg. Vitesse d'exécution, fluidité, style, force et mental : Toki était le meilleur des disciples du Hokuto Shinken et tous s'accordaient à dire qu'il deviendrait l'héritier du Hokuto Shinken. Il était également celui qui possédait le plus grand savoir, il connaissait par exemple pour une raison inconnue le point faible de l'empereur sacré Souther sans l'avoir affronté et était donc le seul personnage du manga à potentiellement pouvoir le vaincre. Tout au long du manga, Toki laissera l'image d'un homme désintéressé et davantage préoccupé à utiliser sa technique à des fins de guérison que dans un but assassin. Il est un des personnages les plus forts du manga, théoriquement le plus fort juste après son maître Ryuken.

### Jagger
Jagger (ジャギ, Jagi) est l'un des quatre frères du Hokuto Shinken. Apparemment, c'est aussi le plus faible d'entre eux. Ainsi, il se sert souvent d'armes à feu et de ruses diverses lors de ses combats. Cela ne l'empêchera pas de se faire tuer par son petit frère, Kenshirô, qui l'avait épargné lors d'un précédent combat. Jagger est un être sanguinaire et sans scrupule qui voue une haine obsessionnelle à son frère cadet, Kenshirô, car il n'admet pas que ce dernier puisse avoir été désigné héritier du Hokuto Shinken. Lors d'un combat, il sera défiguré par Kenshirô et portera par la suite un masque pour cacher son visage.
Il se vengera en persuadant Shin que Kenshirô est trop faible pour mériter l'amour de Yuria, et l'incitera ainsi à s'emparer d'elle. Plus tard, Jagi s'inflige lui-même sept cicatrices sur la poitrine pour se faire passer pour Kenshirô et salir son nom. C'est lui aussi qui a enlevé Aili la sœur de Rei le jour de son mariage. C'est pour cette raison que Rei éprouve de la haine et recherche l'Homme aux sept cicatrices, qui n'est d'autre que Jagger. Dans la version japonaise, il est doublé par Kōji Totani.

### Ryūken
Ryuken (リュウケン, Ryūken), de son vrai nom Kasumi Ramon, était le 63e grand maître du Hokuto Shinken. Il fut aussi le père adoptif de Raoh, Toki, Jagi et Kenshirô, son futur successeur. Il fut atteint d'une maladie lors des dernières années de sa vie. Ryuken fut l'homme le plus puissant de la planète avant de se faire tuer par son propre fils, Raoh, avide de pouvoir et d'ambition. Dans la version japonaise, il est doublé par Junji Chiba et Kōji Totani dans Hokuto no Ken 2.

### Kôryû
Kôryû (コウリュウ, Kōryū) et Ryûken étaient disciples de l'école Hokuto Shinken en même temps. Dans un combat singulier pour désigner le successeur du Maître, ils se sont affrontés. À forces égales, lors du début de l'affrontement pour désigner le nouveau successeur, Kôryû laissa Ryûken devenir successeur et se retira dans les montagnes. Plus tard, Raoh le retrouvera, l'affrontera et le tuera.
Dans la version japonaise, il est doublé par Hidekatsu Shibata.

## Nanto Seiken

### Shin
Shin (シン) est l'un des six grands maîtres du Nanto Seiken et pour être exact du Nanto Koshu Ken. Il est représenté par l'étoile du martyr, qui est la seconde étoile la plus forte du Nanto. Il a ravi Yuria (Julia en version française) à Kenshirô lors d'un duel où il lui infligea sept cicatrices en enfonçant ses doigts dans son corps (Ken sera ainsi surnommé « l'homme aux sept cicatrices ») le laissant pour mort. Les 22 premiers épisodes de la série nous montrent Ken à la recherche du repaire de son ennemi juré afin de libérer sa fiancée. Leur nouveau duel se conclura par la défaite de Shin, préférant se suicider que de mourir par la main de son rival. Mais on découvre en fait qu'il s'était battu contre Rhao et sera affaibli par ce dernier qui utilisa une technique qui consistait à tuer Shin à son prochain combat. Il suivit son étoile du martyr et mourut pour l'amour de Yuria puisqu'il se fit passer pour le meurtrier de Yuria. Ken enterrera son ami qui fut son ennemi, sensible au fait qu'il aimait la même personne que lui.

### Rei
Rei (レイ), ou Ray, est né sous l'étoile Gisei c’est-à-dire celle de la justice ou de la droiture (de la bonté dans le manga) et fait donc partie du Nanto Seiken (les 6 poings sacrés du Nanto). Héritier du Nantô Suicho Ken. Il est à la recherche de sa sœur Aily, enlevée le jour de son mariage par un homme avec 7 cicatrices sur le torse (qui n'est d'autre que Jagi se faisant passer pour Ken). Rei est un homme prêt à tout pour retrouver sa sœur et se venger de l'homme aux 7 cicatrices. C'est à ce moment que Rei arrive au village de Mamiya et y rencontre Kenshirô. Après s'être allié avec les Kiba qui attaquent le village, Rei les trahit et part les massacrer avec Kenshirô et Mamiya. Arrivés au repère des Kiba, ils découvrent que c'est Kiba Daiô qui détient Aili. Après l'avoir vaincu, ainsi que ses « enfants », Rei retrouve enfin sa petite sœur qui, grâce à Kenshirô, retrouve la vue. Rei n'est plus l'homme déterminé et prêt à tout et ressent une énorme dette envers Kenshirô.
C'est après avoir rejoint Kenshirô et Mamiya, partis libérer Toki, que les choses se gâtent pour Rei. Inquiet de l'avancement de Raoh vers le village où sont restés Aili, Bat et Lin, Rei retourne les voir. À son arrivée, il sauve Lin et rencontre alors pour la 1re fois Ken-Ô. Rei le provoque en duel, et tente d'utiliser une technique de sacrifice pour emporter Ken-Ô avec lui (Danko Sousai Ken) mais malheureusement pour lui, Raôh anticipe son attaque et le vainc sans difficulté grâce au terrible Shinketsushû (新血愁) qui ne lui accorde plus que 3 jours à vivre. C'est aussi lors de ce combat que Rei avoue son amour pour Mamiya.
Après le combat remporté par Raôh, Rei découvre le triste passé de Mamiya : elle appartenait à Yuda, un autre Roku Sei Ken qui trahit le lien des 6 poings sacrés. Rei ne pouvait pas rêver mieux qu'une victoire sur Yuda pour couronner sa fin. Grâce à une technique de Toki particulièrement douloureuse, le Shinreidai (心霊台), Rei voit sa vie prolongée de quelques heures. Finalement, Rei, à bout de force, réussit à vaincre son ennemi juré et fait disparaître l'étoile de la mort qui planait sur Mamiya. Sa mort est l'une des plus tristes de la série, mais il est parvenu à son but : rester à jamais dans le cœur de Mamiya. Dans la version japonaise, il est doublé par Kaneto Shiozawa, et Daniel Russo dans la version française.

### Yuda
Yuda (ユダ), maître du Nanto kokakû ken (poing sacré de la Grue), il voue une haine et une jalousie féroce à Rei rival et ami d'antan. Il relève dans le Nanto Seiken de l'étoile de la beauté plus communément appelée étoile de la trahison. Quand le monde sombra dans l'apocalypse nucléaire et la violence, il trahit le Nanto pour s'allier avec Ken'Oh, or cette défection va perturber l'équilibre du Roku Seiken et provoquer la chute des 6 poings sacrés du Nanto dont Shin, Rei, Yuda lui-même, Shuh, Souther et Yuria. Il tente de cacher sa jalousie pour Rei en volant les plus belles femmes du monde et en défiant Rei quand celui-ci est sur le point de mourir. Mais l'amour de ce dernier pour la femme qu'il aime, Mamiya, qui fut une ancienne victime de Yuda, le fera triompher de ce dernier. Avant de mourir, Yuda avouera à Rei ses sentiments et ce dernier le saluera, juste avant de mourir lui-même du Shin Ketsu shu de Raoh.

### Shū
Shu (シュウ, Shū) ou Shew est l'étoile de la bonté, l'une des six étoiles de l'école Nanto. Il utilise le Nanto Hakuro ken dont les attaques sont centrées sur les coups de pied, un des 6 poings sacré du Nanto Seiken, technique qui consiste à découper le corps de l'adversaire en plusieurs morceaux. Des années avant la catastrophe atomique, il avait combattu et vaincu Kenshirô lors de l'épreuve du Défi aux 10 hommes du Nanto Seiken. Selon la tradition, il se devait d'exécuter Kenshiro... Cependant, pressentant le destin exceptionnel de Ken, il lui laisse la vie et sacrifie ses yeux en échange.
Des années plus tard, Shuh est devenu le chef de la résistance contre la tyrannie de Souther. C'est lors d'une attaque surprise qu'il rencontre à nouveau Ken. Après un combat destiné à tester le potentiel de Ken, Shuh, défait, est reconnu par Ken qui décide de se joindre à lui pour combattre Souther. Shuh lui avoue que la cruauté de l'Empereur du Nanto envers les enfants est la principale raison de son soulèvement et il le mène à son repaire secret où se cachent tous les enfants de la région.
Lorsque Ken affronte Souther, il échoue face aux techniques du Nanto et se fait capturer et emprisonner. Shiva le fils de Shuh, décide de libérer Ken suivant ainsi le destin de l'étoile de la bonté. Lors de leur fuite Shiva se sacrifie pour permettre à Ken de survivre. Shuh accepte la mort de son fils et confie à Ken qu'il aimerait voir le visage d'homme de l'enfant qu'il a sauvé jadis. Cependant, lors d'une attaque surprise des troupes impériales Shuh s'attaque à Souther afin de permettre à Lyn et Bart de s'enfuir avec Ken qui se repose. Shuh refuse d'abattre Souther car cela aurait entraîné la mort d'une centaine d'otages. Souther utilise sa technique Nanto pour sectionner les tendons de Shuh, l'empêchant ainsi d'utiliser le Nanto Seiken. Lorsque Shuh est emmené par les troupes de Souther, il appelle Ken de toutes ses forces ce qui a pour conséquence de rendre toute sa vaillance à l'héritier du Hokuto Shinken.
Pour sauver la vie des otages, Shuh doit porter jusqu'au sommet de la pyramide de Souther la pierre sacrée du Nanto sans qu'elle ne touche le sol. Quand Shuh arrive au sommet de l'édifice, Ken apparaît avec Raôh et Toki. À ce moment il reçoit une volée de flèches et se voit asséner le coup de grâce par le javelot de Souther. Au moment de rendre l'âme, Shuh recouvre la vue et peut voir le visage de Ken. Il laisse alors le poids de son fardeau l'écraser et donne à Ken la force de vaincre Souther. Après la mort de ce dernier, le sang et l'âme de Shuh détruisent le mausolée maléfique de Souther.

### Souther
Souther (サウザー, Sauzâ) apparait dans le tome 10 du manga. Autoproclamé Empereur Sacré du Nanto Sei-ken, il règne sans partage sur les 108 écoles du Nanto. Il est le plus fort des 6 étoiles du Nanto : les 5 autres Grands Maîtres ne peuvent rien contre lui. Né sous l'ultime étoile du Nanto (Kyoku Sei), Souther a été abandonné par ses parents dans un panier d'osier et fut recueilli par Ôgai l'héritier du Nanto Hôô-ken (Poing du Phénix). N'ayant aucun enfant, Ôgai décida de faire de Souther, le nouvel héritier du Nanto Hôô-ken.
Souther est l'Empereur Sacré (Seitei) des 6 poings sacrés du Nanto. Son étoile est celle du Commandement (Shô Sei) et sa technique du Nanto Hôô-ken fait de lui le plus puissant des guerriers du Nanto. C'est une technique unique au même titre que le Hokuto Shin-ken. Elle n'a qu'un seul détenteur par génération.
Elle se caractérise par son absence de garde et en général de toute défense, les ennemis que Souther affronte étant en général indignes de lui. Elle n'est qu'attaque et agression, "Mon poing n'est là que pour aller de l'avant !" dixit Souther lui-même. Sa vitesse d'exécution est terrifiante et sa technique ultime.

### Yuria
Julia (ユリア, Yuria), ou Yuria, est la fiancée de Kenshirô, qui sera enlevée par Shin. Devant les exactions que celui-ci commet pour la séduire, elle préfère la mort, et se jette du haut du Palais. Elle est sauvée par ses serviteurs, car elle est en réalité l'un des Six poings sacrés du Nanto dont elle deviendra le dernier général. Elle est également la sœur de Ryuga, le loup solitaire de Sirius, et la demi-sœur de Juza, le nuage du Go-Sha-Sei.
Enjeu de luttes entre Kenshirô et Raoh, elle a été touchée par la même maladie que Toki. Gravement malade, elle n'a plus que quelques années à vivre. Raoh fit le choix de la supprimer, mais découvrant son état de santé, ne put se résoudre à l'achever. Raoh lui redonnera quelques années de plus en lui transférant une partie de son aura lors du combat final contre Kenshirô.

## Nanto Gosha-sei

### Huey
Huey (風のヒュイ, Kaze no Hyūi) est l'un des Gosha-sei - le corps d'élite affecté à la protection du dernier Poing sacré de Nanto. Il est affilié aux vents et commande à la Brigade du même nom, assisté de son frère cadet Shion (Cléo dans la version française). Il entretient un lien privilégié avec Honoo no Shuren, dont il dit être « l'Étoile fraternelle ». C'est d'ailleurs ensemble qu'ils avertirent Fudô, Rihaku et Tô de l'imminente arrivée de Raoh à Southern Cross quand les Gosha-sei vinrent y libérer Yuria des geôles de Shin.
À la mort de Toki, le dernier Poing sacré de Nanto ordonna l'intervention des Gosha-sei pour endiguer la progression inéluctable de Raoh. La Brigade des Vents décima un contingent de l'armée de Hokuto, laissant à son chef le soin de mettre à mort l'un des officiers du Roi du Poing. Hyûi rencontra alors Kenshirô, lui aussi aux prises avec les hommes du tyran. Une fois ceux-ci exécutés, le Maître des Vents provoqua le successeur du Hokuto Shin-Ken en duel. Leur bref affrontement lui valut une blessure au bras, et c'est convaincu des qualités de Kenshirô qu'il partit affronter Raoh. Sa confrontation avec le Roi du Poing marqua son arrêt de mort. Contraint de constater son impuissance quand ses attaques ne firent qu'égratigner son adversaire, il mourut terrassé par un seul et unique coup de l'invincible Raoh. À l'agonie, il lui promit de l'attendre aux enfers. Dans la version japonaise, il est doublé par Norio Wakamoto .

### Shuren
Shuren (炎のシュレン, Honō no Shuren) est l'un des Gosha-sei, affilié aux Flammes. Il commande un petit contingent d'archers spécialisés dans le tir de flèches enflammées. Étoile fraternelle de Hyûi, il participa au sauvetage de Yuria à Southern Cross, peu de temps avant l'arrivée de Raôh aux portes de la ville. Fou de chagrin quand il apprit que le Maître des Vents était tombé sous les coups du Roi du Poing, il engloutit son château sous les flammes.
Résolu à venger la mort de son frère d'étoile, il tendit une embuscade à Raôh et terrorisa l'armée de Hokuto sous une pluie de flèches embrasées. Répondant aux interrogations de son adversaire, il lui divulgua alors que le dernier Poing sacré du Nanto souhaitait s'unir au Hokuto avec son successeur légitime : Kenshirô, qu'une autre Étoile de Gosha est chargée d'accompagner jusqu'au palais où réside l'énigmatique Général. Ken-Ô entreprit alors de lui démontrer la détermination de ses hommes, à qui il promet une mort de ses propres mains s'ils refusent d'obtempérer. Deux d'entre eux s'attaquèrent à Shuren, qui fit à Raôh la démonstration de sa technique basée sur l'utilisation du phosphore avant de se jeter sur lui. En vain : son adversaire lui disloqua la main avant de lui broyer la jambe, le forçant à tenter une ultime attaque suicidaire en s'immolant lui-même. Insensible au brasier dans lequel Shuren le piégea, Raôh lui brisa la nuque à mains nues.
Dans la version japonaise, il est doublé par Kazuyuki Sogabe.

### Fudô
Fudô (山のフドウ, Yama no Fudō) est l'un des Gosha-sei, affilié aux montagnes de par sa taille et sa force colossale. Orphelin, il grandit sans l'amour de ses parents et se servit de ses muscles pour piller et tuer à loisir, tant et si bien qu'il fut vite assimilé aux « démons » dont regorgent les geôles de Cassandra. Son irruption au dôjô du Hokuto Shin-Ken y laissa nombre de cadavres, et apprit à Raôh un sentiment qu'il pensait ignorer : la peur. Il suffit toutefois du courage de Yuria encore enfant pour vaincre le géant: protégeant au péril de sa vie une chienne et son petit à peine mis au monde, la jeune fille apprit à Fudô la valeur de la vie. Profondément bouleversé par sa rencontre, le démon lui jura fidélité et intégra les Gosha-sei pour protéger celle qui avait réussi à lui faire ouvrir les yeux. Quand Shin enleva la bien-aimée de Kenshirô, Fudô prit part au sauvetage de son général à Southern Cross, en compagnie de Hyûi, Shuren, Tô et Rihaku.
Parallèlement à son rôle de garde prétorien du dernier des six Poings Sacrés, le géant mis en application la leçon que Yuria lui avait apprise des années plus tôt en adoptant chaque orphelin qu'il rencontra. Fudô se consacra pleinement à ceux qu'il appelait ses enfants, et fit vœu de ne plus jamais recourir à la violence qui lui avait valu sa réputation de démon. D'assassin, il devint un père attentionné, préférant encaisser les coups des hommes de Raôh dont Kenshirô le sauva. Chargé de faciliter la rencontre entre le successeur du Hokuto Shin-Ken et le dernier général du Nanto Rokusei-Ken, le géant fit route avec l'homme aux sept cicatrices et affronta à maintes reprises les détachements que le Roi du Poing leur envoyait pour les ralentir.
Au moment où il s'apprêtait à accomplir sa mission, il fut piégé par Hiruka, le père naturel de deux des enfants qu'il avait recueillis. Ne pouvant supporter l'idée de laisser mourir ceux qui avaient été abandonnés par leur propre géniteur, il plongea de lui-même dans les sables mouvants où Tanji et Jirô se débattaient - choisissant de leur prouver la force de son amour paternel plutôt que de s'acquitter de la tâche qui lui avait été confiée. Une nouvelle fois, il fut sauvé par l'intervention d'un Kenshirô plus humain que jamais. Fudô comprit alors que lui seul était qualifié pour s'unir au dernier des Rokusei-Ken, dont il lui révéla l'identité sans plus tarder.
À peine remis des blessures infligées par les archers d'Hiruka, il se retrouva face à un Raôh terrifié de son dernier combat contre Kenshirô. Provoquer en duel et vaincre la personne même qui lui avait appris la peur était, aux yeux du Ken-Ô, le seul moyen de se débarrasser de ce sentiment que son cadet venait de lui faire ressentir à nouveau.
Fudô choisit de revêtir une dernière fois son armure de combat pour protéger ses enfants, mais tomba rapidement sous les coups du colosse du Hokuto Shin-Ken. Dans un dernier effort, il parvint à repousser Raôh au-delà de la ligne fatidique qu'il avait tracée dans le sol et s'était promis de ne jamais franchir - gage de sa victoire psychologique sur sa propre peur. Ne pouvant se résoudre à exécuter les ordres de leur chef, les hommes du Roi du Poing pointèrent leurs balistes sur Fudô pour l'achever. Satisfait d'avoir protégé ses enfants jusqu'au bout, il expliqua à son adversaire que son amour paternel avait réussi à le vaincre là où Raôh n’était parvenu qu'à briser son corps. Confiant, Fudô s'éteignit dans les bras de Kenshirô.
Dans la version japonaise, il est doublé par Shouzou Rizuka.

### Juza
Juza (雲のジュウザ, Kumo no Jūza) apparaît dans l'histoire à la fin de la première partie du manga. C'est l'une des cinq étoiles filantes du Nanto et Maître des Nuages. À ce titre, il est désigné comme protecteur de l'Empereur du Nanto, qui n'est autre que Yuria. Néanmoins, il ne voudra jamais accomplir son devoir. Maîtrisé et ramené de force devant Yuria, ce ne sera qu'après avoir eu connaissance de la véritable identité de l'Empereur du Nanto qu'il décidera de protéger cette dernière.
Il a développé son propre style de combat, ce qui le rend difficilement prévisible aux yeux de ses adversaires. Il mettra en difficulté Raoh, le forçant dans un premier temps à poser pied-à-terre après avoir brisé son casque sans qu'il ait pu réagir, puis, dans un second, le forçant à s'agenouiller pour parer l'un de ses coups de pied avant de s'enfuir avec Re Nero (黒王号, Kokuō) (Roi Noir en version française), le cheval de Raoh. Il mourra lors de son second combat contre Raoh, dans lequel il a continué à combattre même après la mort.
Son image est associée aux nuages, car comme eux, il va là où il en a envie, sans recevoir d'ordres de qui que ce soit. Ainsi, il vit une existence oisive, sans se soucier du monde qui l'entoure, en sauvant des jeunes femmes des griffes de hordes barbares. En réalité, il cherche par ce moyen à oublier Yuria, son amour de jeunesse impossible puisqu'il partage avec elle le même père.

### Rihaku
Rihaku del Mare (海のリハク, Umi no Rihaku) est le dernier maître des représentants des 5 étoiles de la petite Ours, dont le devoir est de protéger le 6e maître du Nanto, symbolisé par l'étoile des mers. Il est le maître des océans. Il se battra contre Raoh mais sera vaincu sans pour autant y perdre la vie grâce à l'intervention de Ken. Il est le père de Toh.

## Gento Kō Ken
Les Généraux du Gento Koken (元斗皇拳, Gento Kō Ken) apparaissent dans Hokuto no Ken 2, la suite de la série originelle jamais doublée ni diffusée en France. L'École a vocation à protéger l'Empereur Céleste.

### Falco
Falco (ファルコ, Faruko), aussi appelé le « Général doré », est l'héritier et le plus puissant représentant de la technique du Gento Kō Ken. Tout comme Shuh qui avait sacrifié ses yeux, il a perdu sa jambe droite par sacrifice à Raoh quand ce dernier se préparait à attaquer son village quelques années auparavant. Impressionné par ce sacrifice, Raoh décida d'épargner le village, tout en prédisant à Falco qu'il devrait supprimer Jakoh, qui portait en lui tous les malheurs à venir. Depuis cette date, Falco est depuis équipé d'une prothèse à la jambe droite.
Son rôle est de protéger l'Empereur céleste (Tenteï) et à ce titre il doit obéir, à contre-cœur, aux ordres de Jakoh, devenu Gouverneur général de la Cité Céleste. Il sera amené à affronter Kenshirô, héritier du Hokuto Shinken, dans un combat où le Ciel se coupera en deux, pour protéger Jakoh qui garde prisonnier l'Empereur céleste et menace de le tuer.
Après que Lin (Rin), Bat et Ain auront sauvé l'empereur, Falco arrêtera le combat contre Kenshirô et tuera Jakoh.
Falco mourra dans les bras de Ken, à la suite des blessures infligées par un « Shura » (démon) lorsqu'il partit à la recherche de Lynn au pays de la Shura. Cependant il mourra heureux d'apprendre qu'il aura un fils de sa compagne Myu, fils qui deviendra l'héritier du Gento Kō Ken.
Il avait à ses ordres Saiya, un jeune soldat impérial.

### Soria
Soria (ソリア) est la Lumière Violette du Gento Kō Ken. C'est le premier général du Gento Kō Ken qui apparaît dans l'animé. Suivant les ordres de son maître Jakoh, il élimine tout ce qui se rapproche du Hokuto. Il se rendra au village de Mamiya et en tuera le Doyen.
Il rencontrera rapidement Kenshirô qui le tuera, non sans mal. Dans la BD, la lutte entre Kenshirô et Soria se place dans un moment diffèrent, au même moment de l'action de Falco contre l'Armée de Hokuto. Kenshiro essaie d'aller au secours de Batt et Rin, mais Soria bloque sa route et Ken est contraint de l'affronter, en le battant avec difficulté et perdant un temps précieux. L'intervention de Hazu Harn, heureusement, sauvera l'Armée Hokuto. Dans la BD, de plus en plus, le doyen est tué par Falco au lieu de Soria.

### Shōki
Shoki (ショウキ, Shōki) est la Lumière Rouge des généraux Gento. Il rencontre une première fois Ken et Yuria, dans son village, leur offrant l'hospitalité en voyant que cette dernière est gravement malade. C'est d'ailleurs en ces lieux que la fiancée de Ken mourra. La reconnaissance de Ken envers Shoki empêche naturellement un combat entre les deux hommes lorsque le destin les fait se rencontrer à nouveau. Falco, victime du chantage de Jakoh, n'aura d'autre solution que d'utiliser ses poings contre le Général Rouge du Gento. Néanmoins il ne le tue pas et nos héros organisent une évasion pour Shoki en le faisant passer par les voies souterraines du palais. Hélas pour lui, il sera lâchement exécuté par des hommes de Jakoh alors qu'il voguait vers la liberté. Ses dernières paroles furent échangées avec Ken qui lui promettra une vengeance.

### Taiga
Taiga est la Lumière Verte de l'école Gento Kō Ken. Il sert Jakoh qui est le « porte-parole » de l'Empereur. Auparavant entièrement dévoué à Jakoh, il abandonnera ce dernier lorsqu'il s'apercevra que ce dernier n'est qu'un froussard qui envoie les autres se faire tuer à sa place. Il enlèvera Linn pour l'emmener au pays de la Shura, où il sera mortellement blessé avec ses hommes. Quand Falco le retrouve à l'agonie, il lui avouera qu'il souhaite la fin du Hokuto et du Gento. Il souhaite à Kenshirô et à Falco de sombrer dans l'enfer du pays de la Shura.
Technique : Gento Ryokkou Hidan - grand cercle d'énergie vert

### Bortz
Bortz est la Lumière Bleue du Gento Kō Ken. Tout comme Taiga, il reste fidèle à Jakoh. Lorsque Falco tenta de faire sortir Shoki de la Cité Céleste, Bortz portera un coup mortel à Shoki à l'aide d'une lance. Kenshirô vengera Shoki, il ne fera qu'une bouchée de lui.

## Hokuto Ryuken
Les personnages liés à l'école du Hokuto Ryuken se retrouvent dans Hokuto no Ken 2, la suite de la série originelle qui se termine par la victoire de Kenshirô sur son frère aîné Raoh. Cette « saison 2 » n'a jamais été doublée en France et n'a donc jamais été diffusée. Une version sous-titrée de la version japonaise peut cependant être trouvée aisément.

### Shachi
L'Orque (シャチ, Shachi) est un le fils du pirate Akashachi. Il restera bloqué sur l'île de la Shura après que son père et ses cent hommes ont été vaincus par un seul démon mineur. Amoureux de son amie d'enfance Leia, il demandera à Jyukei de lui enseigner le Hokuto Ryūken afin de devenir fort et de pouvoir la protéger. Emporté par la folie du Ryūken, il prendra le nom de Rassetsu (Le mangeur de démons). Lors de sa rencontre avec Kenshirô, il comprendra son erreur et reviendra du bon côté. Il ira jusqu'à faire barrage à Kaioh lorsque celui-ci tentera de s'emparer du secret du Hokuto Originel. De force nettement moindre, il sera très rapidement balayé et mis à mort par ce dernier. Mais, aidé par l'esprit du Hokuto Originel, il se relèvera et lui tiendra tête, allant même jusqu'à le blesser.
À l'arrivée de Kenshirô, il succombera dans les bras de sa bien-aimée, lui avouant son amour et son admiration pour cette femme qui a toujours préféré enseigner l'amour plutôt que le combat.

### Khan
Khan (ハン, Han) est le 3e Rashô, c'est-à-dire grand maître du Hokuto Ryūken. Il n'a pas en lui le sang du Hokuto originel puisque descendant d'une lignée quelconque, mais il est en revanche très puissant et très rapide malgré sa lignée, au point même de rivaliser presque à forces égales avec Kenshirô, successeur et 64e grand Maître du Hokuto Shinken. Mais ce dernier reste le plus fort et vaincra Khan au cours d'un des plus grands combats du Hokuto de l'histoire. Avant de mourir, il révélera l'identité du 2e Rashô, qui n'est autre que le propre frère de Ken, Hyoh. Malgré ses prouesses extraordinaires et sa vitesse redoutable (Shachi étant incapable de voir ses coups), il semble être incapable d'utiliser le Anryū Tenha, contrairement à Kaioh ou Hyoh ; cela fait de lui le moins puissant des trois Rashô.

### Hyoh
Hyou (ヒョウ, Hyō), ou Hyoh est le 2e Rashô, c'est-à-dire grand maître du Hokuto Ryūken. La série nous apprend qu'il est le frère aîné de Kenshirô. Il a comme lui le sang du hokuto originel qui coule en lui. Malheureusement, son potentiel est inférieur à celui de son petit frère et il ne sera pas envoyé par Jyukei à Ryuken pour prétendre à la succession du Hokuto Shinken. Devenu grand maître du Hokuto Ryūken, il sera manipulé par Kaioh (dont il est amoureux de la sœur) et tuera son maître Jyukei ainsi que beaucoup d'innocents. Lors du combat contre son frère Kenshirô dont il sortira vaincu, il retrouvera sa mémoire, se repentira et partira à l'aide de Lynn. Il mourra peu après dans les bras de celui qu'il a toujours considéré comme un ami et qui en sera enfin digne, Kaioh.
C'est un personnage bon et gentil, ce qui est une faiblesse au combat. Ainsi, Kaioh lui effacera la mémoire, là où Jyukei n'avait pas réussi. Oubliant qui il est et qu'il a un frère de sang, il sera utilisé par Kaioh jusqu'à ce qu'il recouvre la mémoire.

### Kaiou
Kaiou (カイオウ, Kaiō) ou Kaioh, est le frère aîné de Raoh et de Toki et le 1er Rashô, c'est-à-dire premier des trois généraux maîtres du Hokuto Ryūken. Il est le plus puissant des élèves de Jyûkei, Grand Maître du Hokuto Ryūken. Kaioh éprouve une haine féroce envers l'école du Hokuto Shinken à la suite de la mort de sa mère, qui donna sa vie pour sauver Kenshirô et son grand frère Hyoh lorsqu'ils étaient enfants. Il choisit alors comme beaucoup d'autres antagonistes de la série de se passer de toutes formes de sentiments, et n'hésite pas à tuer sa propre sœur pour ses intérêts.

### Jyukei
Jukei (ジュウケイ, Jūkei) est le grand maître du Hokuto Ryūken. Pris de folie à cause de la nature malsaine du Hokuto Ryūken, il s'est jadis battu contre Ryuken, le 63e grand Maître du Hokuto Shinken. Ryuken a réussi à le contenir, et après avoir repris ses esprits, Jyukei se rendit compte qu'il avait tué sa femme et son enfant lors de sa crise. Il a dès lors décidé de renier le Hokuto Ryūken, bien qu'il l'ait ensuite enseigné à Kaioh, Hyoh, Han et enfin à Shachi par la suite. Hyoh a fini par tuer Jyukei alors que ce dernier tentait de lui rendre la mémoire.

### Kuro-Yasha
Yaksha Nero (黒夜叉, Kuroyasha) est l'homme le plus fort du Hokuto Ryūken. Comme le veut la tradition du Hokuto, et afin qu'il ne succombe pas à la folie qui s'empare de tous les pratiquants de Ryūken, il est choisi pour être le précepteur et le protecteur principal des enfants du Hokuto Originel. Il n'a d'ordre à recevoir que de Kenshirô et Hyoh, les deux seuls vrais héritiers du Hokuto Originel. Il affrontera Hyoh avant que celui-ci ne recouvre la mémoire, afin d'éviter un combat entre lui et son frère cadet Kenshirô. Le combat restera inachevé grâce à l'arrivée de Ken.
Très affaibli, Kuro-Yasha trouvera la mort sur le champ de bataille lors d'un combat où, accompagné d'un Hyoh s'étant repenti et ayant retrouvé la mémoire, il vaincra les 300 plus forts démons de Kaioh.

## Autres personnages et alliés

### Bart
Bart (バット, Batto) (ou Batt dans la version japonaise) est un orphelin d'une quinzaine d'années. Il a vécu pendant longtemps dans un village. L'eau s'étant épuisée, il le quitte afin que sa part puisse aller aux autres orphelins qui y vivent. Errant, il se fait capturer par des villageois. C'est en prison, dans le village où habite Lin, qu'il rencontre Kenshirô. Impressionné par la force de ce dernier, il le suit, persuadé qu'il n'aura ainsi aucun problème pour trouver de la nourriture. Plutôt peureux, il ne joue qu'un rôle mineur dans le début du manga. Par la suite, il aidera Kenshirô et ses amis du mieux possible.
Des années plus tard (ce qui correspond à la saison II de Hokuto no Ken), il est l'un des chefs d'une bande de résistants appelée l'Armée du Hokuto qui lutte contre les exactions de l'armée de l'Empereur Céleste. Devenu expert en arts martiaux, il est également tombé amoureux de Lin, qu'il protège sans hésiter. Beaucoup plus tard encore, il se sacrifiera pour Kenshirô, mais sera sauvé in extremis par celui-ci.

### Lynn
Lynn (リン, Rin), Lin ou Rin, est une orpheline d'une dizaine d'années. Elle a vu mourir sous ses yeux ses parents et ses frères, et en a perdu l'usage de la parole. Elle vit dans un petit village dans lequel arrive un jour Kenshirô. Surprenant ses actes pleins de gentillesse, Kenshirô lui rendra la parole par une technique secrète et lui sauvera la vie face aux pillards de Zeed avant de continuer son errance.
Cependant, Rin ne peut l'oublier et part à sa recherche. Elle finit par le retrouver et le suit dorénavant partout où il va. Bien qu'elle ne soit qu'une petite fille, elle montre un grand courage dans certaines situations, préférant la mort à la soumission aux barbares de Raoh. Le patriarche d'un village dira d'elle qu'elle est le dernier rayon de soleil que Dieu ait laissé sur ce monde désolé. On apprend plus tard dans le manga que ses Parents n'étaient en fait que ses parents adoptifs et qu'elle a une sœur jumelle, Rui, qui est l'Empereur Céleste. Elle est sensible à l'amour que lui porte Bart, préférant finalement rester avec lui plutôt que de suivre Kenshirô.

### Mamiya
Mamiya (マミヤ) ressemble étrangement à Yuria. Kenshirô la rencontre dans un village attaqué par la tribu des Crocs. C'est dans ce même village qu'il rencontre Rei. Son seul frère fut tué par les Crocs, ceci incita Kenshiro et Rei à les éliminer. Elle a été esclave de Yuda après avoir vu ce dernier massacrer ses parents. C'est pourquoi Rei, affaibli après son combat contre Raoh, décide de profiter de ses derniers jours pour la venger. Rei éprouve des sentiments pour elle qu'il révèle lorsqu'il vient la sauver des griffes de Yuda. La suite de l'histoire montrera qu'elle a aussi des sentiments pour lui.

### Aily
Aily (アイリ, Airi) est la sœur de Rei. Enlevée pendant les préparatifs de son mariage, elle voit ses parents assassinés par Jagi. Rei qui est à la recherche de sa sœur la retrouve prisonnière du clan Kiba qui l'utilise pour affaiblir Rei mentalement et se venger des nombreux frères que Kenshiro et Rei ont tué. Aili est aveugle, mais Kenshiro lui rendra la vue.

### Ain
Ain (アイン, Ein) est un chasseur de primes. Il cherche à tuer Kenshirô pour décrocher sa récompense, mais se fait battre très facilement. Pourtant, Kenshirô lui laissera la vie sauve, comprenant qu'il n'est pas un homme mauvais. Plus tard, il rejoindra la rébellion dirigée par Bat. Il sera tué alors qu'il aide à la libération de l'Impératrice céleste Rui. Sa petite fille adoptive, Asuka, qui était tout à ses yeux, donnera après la mort de son père son gant droit à Kenshirô.

### Frères Harn
Surnommés « Les 2 Faucons », les Frères Harn (ハーン兄弟, Hān kyōdai) (Haz et Gil) apparaissent dans Ken le survivant II et appartiennent à l'École du Nanto Soyoken. Libérés par l'Armée rebelle du Hokuto de Lynn et Bart, ils se sacrifient face à Falco pour sauver Lynn.

### Lui
Lui (ルイ, Rui) est l'Impératrice céleste (天帝, Tentei). C'est pour elle que se battent Falco et Myu. C'est la sœur jumelle de Lynn, dont elle a été séparée à la naissance, puisqu'il ne peut y avoir qu'un seul Empereur Céleste. Lynn aurait d'ailleurs dû être tuée pour cette raison, mais Falco n'a pu s'y résoudre.

### Akashachi
L'Orque Rouge (赤鯱, Akashaki), Akashachi est un capitaine de Bateau pirate et le père de Shachi. Par le passé, il tenta d'investir le Pays de la Shura mais bon nombre de ses hommes furent massacrés par un seul Shura (de niveau faible). Dans ce combat, il perdit une jambe, un œil et son bras droit. Lorsque Ken traversa la mer, Aka Shachi l'escortera jusqu'au Pays de la Shura. On le voit comme un dédommagement, car les hommes d'Aka Shachi avaient détruit le bateau de Kenshirô. Par la suite, Aka Shachi viendra porter secours à Kenshirô capturé par Kaioh mais il y perdra la vie.

### Leia
Leia (レイア, Reia), est une jeune fille de Shura qui dirige une école illégale où elle enseigne aux enfants de l'île la valeur de l'amour et du respect mutuel, violant ainsi les lois de la société de Shura et étant forcée à une vie de clandestinité constante. Elle a un frère, Tao, qui travaille avec elle. Dans le passé, elle a sauvé le jeune Orca d'un naufrage et est devenue sa fiancée. C'est son désir de protéger Leia des shuras qui a conduit Orca à apprendre l'art des arcanes du Hokuto, mais craignant la sombre influence que la technique avait sur le garçon, Leia a fini par prendre ses distances avec lui. Après l'arrivée de Ken au Pays des Démons, Leia fait la paix avec Orca et l'accompagne au palais où est conservé le secret de l'Art Divin du Hokuto, en compagnie de Lynn. Là, ils sont attaqués par Kaiou, et Leia doit assister au sacrifice d'Orca pour la protéger, puis le tenir dans ses bras en larmes alors que son bien-aimé meurt de ses blessures. Dans la version japonaise, elle est doublée par Masako Katsuki.

### Ryu
Ryu (リュウ, Ryū), fils de Raoh et d'une femme non précisée. Après la mort de son père, il est confié à Hakuri (ハクリ) et à sa femme ; une fois qu'il a grandi, cependant, à la suite d'une maladie contagieuse qui touche la femme d'Hakuri, le couple déménage dans les montagnes avec le reste des malades et laisse Ryu aux soins du vieux Riseki. Après son retour du Pays des Démons, Ryu est pris en charge par son oncle Kenshiro, qui le désigne comme le successeur de l'École Sacrée du Hokuto. Malgré son jeune âge, le jeune homme possède déjà un haut degré d'intelligence et de courage. Pendant leur bref moment ensemble, Kenshiro l'encourage à surmonter ses peurs et à réveiller le sang de son père Raoul dans ses veines. Ryu accompagne Kenshiro dans ses aventures contre Koketsu, dans le royaume de Sava et à Blanca, avant que Ken ne le confie aux soins de Barga, convaincu que Ryu ne peut plus rien apprendre de lui et que ce serait le sang de son père qui le guiderait.

### Barga
Barga (バルガ, Baruga) est un ancien général de l'armée de Raoh. Après la mort du roi du Hokuto et le retour de la paix, il peine à s'adapter aux temps nouveaux et perd son mordant, permettant à des individus sans scrupules de prendre le pouvoir. Après avoir perdu la plupart de ses subordonnés, Barga atteint les terres de Koketsu pour nourrir sa femme maigre et son fils Shingo (シンゴ) devenu aveugle à cause de la malnutrition. Koketsu emprisonne ensuite les enfants des colons et les utilise pour faire chanter Barga afin qu'il travaille comme bête de somme dans ses champs. Lorsque Ken et Ryu renversent Koketsu, Barga se rebelle et reprend le contrôle de son peuple et de ses terres. Après la défaite de Baran, Ken lui confie également Ryu. Dans la version japonaise, il est doublé par Masaki Terasoma.

### Asam
Pour les articles homonymes, voir Asam.
Asam (アサム, Asamu) est le souverain du royaume de Sava. C'est un combattant expert, maître de la Mahayana Southern Strike (大乗南拳, Daijō Nanken), une technique qui lui permet de trancher la chair et les os de ses adversaires. Grâce à sa force dans sa jeunesse, il a libéré le royaume des Belva-men cannibales et a défendu vigoureusement les frontières contre leurs attaques, mais au fil des ans, il s'est affaibli de plus en plus à cause de la maladie et de l'âge. En raison de son amour de père, Asam a élevé ses trois fils Kai (カイ), Bukou (ブコウ, Bukō) et Satora (サトラ) de manière égale, sans favoritisme et indépendamment de leurs qualités individuelles. De ce fait, ils sont tous les trois égaux en tout et incapables de faire des compromis, ce qui provoque une rivalité permanente pour la succession au trône. Pour éviter que Sava ne soit déchiré à sa mort et ne succombe à l'invasion des barbares, Asam demande à Kenshiro de tuer ses fils et part soumettre les hommes-bobos. Après avoir été vaincus par Ken, les trois se réconcilient et se précipitent au secours de leur père. À l'épuisement de ses forces, Asam est ramené au royaume et meurt peu de temps après, mais il est finalement heureux de voir ses fils réconciliés, à tel point que Bukou et Satora décident de le faire taire sur le fait que Kai a été tué par les barbares lors du sauvetage. Bukou monte donc sur le trône, tandis que Satora quitte Sava pour retrouver sa bien-aimée, la princesse du royaume de Blanca, Ruseri.

## Ennemis

### Zed
Zed (ジード, Jiido) est chef d'un gang de pillards, il s'attaque au village dans lequel vit Lynn et dont les habitants recueillent Kenshirô, mourant et assoiffé. Désireux de faire chanter les villageois, il prend Lynn en otage et menace de la tuer si les habitants ne lui obéissent pas. Il est tué par Ken qui le fait exploser avec ses hommes. Il est le premier chef de bande à être défait par l'Homme aux Sept Cicatrices.

### Golan
Goras, de son vrai nom Golan (ゴラン, Goran), autre chef d'un gang de motards aux ordres de Shin (la « Thunder Army »), c'est - comme tous les membres de sa bande - un ancien professionnel des sports mécaniques et des courses de moto. Il enlève Lynn et Bart pour obliger l'Homme aux Sept Cicatrices à venir se battre sur un terrain où il pourra au mieux utiliser les techniques de combat motorisé qu'il a développé. Lorsque son gang est mis en déroute par Kenshirô, il abat sa dernière carte qui s'avère être le dernier tank encore en état de marche. Frappé à mort par Ken, il meurt dans l'explosion de son char d'assaut.

### Jakkar
Jackal, de son vrai nom Jakkar (ジャッカル, Jakkaru), est un ancien évadé de la prison de Villainy et à présent le chef d'une bande de motards qui pillent les réserves d'eau des villageois. Son arme favorite est la dynamite,. Jackal s'attaque au village de Bat alors que Ken craignant une attaque de Shin s'est éloigné. Bien qu'il soit blessé lors de l'attaque, Jackal parvient à échapper à Kenshirô avec ses motards en attachant des bâtons de dynamite dans le dos des enfants cette ruse entraîne la mort de la Tante.
Dans l'anime : Poursuivis par Ken, Jackal et ses motards sont rattrapés dans une ville en ruine. Là, les hommes de Jackal décident de livrer leur chef à Ken. Jackal les tue à l'aide de sa dynamite mais est poursuivi par Ken et n'arrive pas à s'en débarrasser. Joker intervient alors et disparaît avec Jackal.
Jackal, qui a toujours Ken à ses trousses, se voit confier par Joker la mission de s'allier Devil alors enfermé à la prison de Villainy et de le dresser contre Ken. Il se fait passer pour le frère de Devil et accuse Ken d'être l'homme qui l'a emprisonné. Devil et Ken s'affronte alors mais ce combat voit la victoire de l'Héritier de la Grande Ourse. Devil rendu sourd s'empare alors de Jackal et refuse de le lâcher. Ken allume alors le dernier bâton de dynamite de Jackal et le laisse face à son destin. Jackal périt dans l'explosion. Ce n'est pas stricto sensu un homme de Shin, plutôt un mercenaire travaillant d'abord pour son propre intérêt, puis dans le but de sauver sa propre vie.
Dans le manga d'origine, le scénario est, plus ou moins, le même, mais Jackal a le portrait de la mère de Devil sur lui, au cas où il en aurait besoin et il n'a strictement rien à voir avec Shin, qui a déjà été tué lorsqu'il apparaît.
Fox, l'un de ses associés, est conscient de la force de Ken, il n'hésite pas à trahir Jackal pour que ce dernier l'épargne. Il tente d'attaquer Ken avec une technique basée sur la ruse.

### Tribu des Kibas
La tribu des Kibas (牙一族, Kiba Ichizoku), ou tribu de Fang, de laquelle Kiba-Daiô est le chef. En fait, ce sont ses enfants. Les Kibas sont des animaux humains. Ils possèdent des crocs et portent de la fourrure en guise de vêtements. Ils attaquent et terrorisent la région alentours. Ils seront totalement exterminés par Kenshirô et Rei. Kiba-Daiô a la faculté de rendre son corps plus solide que de l'acier, il sera tué par Kenshirô qui en touchant un point vital rendra son corps graisseux, donc très mou.

### Amiba
Amiba (アミバ) est un ancien disciple du Nanto, il usurpe son identité en celle de Toki et utilise sa propre version du Hokuto Shinken afin de décupler ses forces et celle de ses soldats. Kenshirô découvre la supercherie grâce à Rei et abat Amiba lors d'un combat sans merci qui prouve la supériorité de l'Héritier de la Grande Ourse.

### Uighur
Wiguru le Gêolier, Warden Wiguru ou encore Warden Uighur, ou simplement Uighur, est le patron de la prison de Cassandra et de ce fait, un subordonnée de Ken-Oh (le roi du poing, Rao). C'est un personnage sadique, sûr de sa force, qui se réjouit du désespoir des prisonniers. Il se bat essentiellement avec ses fouets. Kenshirô le tuera avec beaucoup de difficultés avec un Hokuto Hyakuretsuken. Sa chute le mènera jusqu'à la tombe qu'il avait préparée pour Kenshirô, avant d'y imploser.
Ses techniques :
- Taizan Ryû Sôjô Ben : Wiguru attaque sa cible avec ses fouets à une grande vitesse.
- Taizan Ryû Senjö Ben : La même avec plus de fouets, ces derniers sont cachés dans les cornes du casque de Wiguru
- Môko Hakyôku Dô : Technique mongole où Wiguru, contracte au maximum les muscles de son bras droit pour s'en servir comme d'un bélier.

### Ryûga
Ryuga (リュウガ, Ryūga) est une étoile indépendante du Nanto et du Hokuto. Ryûga se met au service de Raoh par désillusion. En ces temps de chaos, il représente l'ordre grâce à la force brute. Il est son bras droit. Il lui est confié le royaume en l'absence de Raôh. Il est l'héritier de la technique du Taizan Tenroken, qui consiste à faire appel à la force de l'air gelée et à découper des éléments du corps.
Ryuga est le frère de Yuria. Il meurt en tentant de tuer Toki. En fait, il se donne un coup mortel après s'être rendu compte de son erreur de s'être allié à Raôh (mieux vaut ramener l'ordre par la douceur comme Kenshirô que par la force comme Raoh). Il combattra Kenshirô en lui expliquant qu'il était temps d'utiliser son fardeau de tristesse et de colère à son avantage, déclenchant ainsi son Muso tensei.

### Jako
Jako (ジャコウ, Jakō) est le vice-roi de la capitale impériale. Il a usurpé la position de l'impératrice céleste Rui, l'emprisonnant dans un endroit secret sous la ville pour tenir en échec le loyal général Falco de l'école sublime de Gento et le forcer à obéir à ses ordres. Dans le passé, Raoul a averti Falco du danger et de la perversion de Jako, le prévenant qu'il ne lui apporterait que du malheur et lui conseillant de le tuer, mais Falco n'a pas eu le cœur de le faire, pour ne pas blesser sa propre mère, qui est aussi la mère adoptive de Jako. Depuis lors, le vice-roi est obsédé par la terreur de Raoul et de l'école sacrée du Hokuto, et a développé une forme sévère d'acluophobie. C'est pourquoi il ordonne à Falco d'effacer toute trace des écoles rivales du Hokuto et du Nanto, déclenchant l'insurrection de l'armée du Hokuto. Lorsque les rebelles atteignent la capitale impériale, Jako tente d'assassiner Rui et de faire s'affronter Kenshiro et Falco, mais l'impératrice est sauvée par Ain et, enfin libéré de ses obligations, Falco tue le souverain en le brûlant vif avec sa propre énergie.
Jako est aidé par ses deux fils Jusk (ジャスク, Jasuku) et Shino (シーノ, Shiino), qui lui servent d'hommes de main. Shino tue Shoki avant d'être tué à son tour par Ken. Jusk, quant à lui, est pris pour un citoyen sans défense et sauvé des décombres de la capitale impériale par Lynn. Il enlève la fille et l'emmène avec lui au pays des démons, où il est tué par les Shura.

### Joker
Joker est un personnage tiré du comics Batman[réf. nécessaire]. Bras droit de Shin, il est doté de pouvoirs de télékinésie, et se déplace en se téléportant. Il cherche à freiner l'avancée de Ken vers le château de Shin pour délivrer Kenza. Il mourra tué par Ken. Une autre hypothèse est que Joker pratique le ninjutsu. Ses multiples pouvoirs - bien que déguisés sous la forme de jeux de cartes - ne sont pas sans rappeler les grands classiques du genre : la disparition, les cartes shurikens, le camouflage, etc. Ce qui rend cette hypothèse d'autant plus viable est que Ken finira par copier la capacité de Joker à la téléportation (en fait il disparaît à nos yeux par un jeu de camouflage extrême puis saute rapidement hors de vue) pour le piéger et le tuer.

### Devil Rebirth
Devil Rebirth ou La Renaissance Diabolique est un gigantesque démon enfermé dans la prison de Villainy pour le meurtre de 700 personnes, Devil maîtrise une technique d'art martial appelé Rakan Niou Ken (poing d'Archat Deva) (Note : Deva est une divinité dans la mythologie bouddhiste, Archat est un être qui est parvenu à éteindre tout désir et qui a libéré son esprit par une compréhension parfaite) qui est une technique venant de l'Inde ancienne et qui a 5 000 ans d'histoire, sa puissance destructrice est infinie, cette technique était si cruelle et atroce qu'elle fut interdite par l'empereur de l'époque, par conséquent, cette technique ne devait jamais être transmise. Jackal poursuivi par Ken délivre Devil. Jackal manipule Devil en se faisant passer pour son frère. Ken affrontera alors Devil en utilisant une très puissante technique que très peu de personnes connaissent Hokuto Shinken Ögi Tenryû Kokyû Hô (Technique de respiration du dragon) durant leur combat Devil attrape Ken dans ses mains et tente de l'écraser mais Ken lui fait deux énormes trous dans ses mains et lui inflige le Hokuto Shichi Shiseiten (Les sept poings de l'étoile de la mort) ce qui fera exploser le visage de Devil mais il ne mourra pas tout de suite grâce à sa taille et à sa force colossale et Ken remporte la victoire. À cause de la technique Ken, Devil devenu sourd, il se saisit de Jackal lui demandant de l'aider alors que celui-ci tentait de dynamiter Ken. Il meurt des suites de ses blessures.

### Affiliés de Shin
- Spade : Lieutenant de Shin, il est le Valet de Pique. Ken le rencontre pour la première fois alors que lui et ses hommes attaque un vieillard pour un sac de riz. Ken le fait fuir et lui crève l'œil droit. Il attaque ensuite le village du vieillard et parvint à le tuer. Fou de rage, Ken cette fois ne l'épargne pas.
- Dia (ou Mister Diamond) Deuxième lieutenant de Shin, il est symbolisé par le Valet de Carreau. Roux et grimé à la manière d'un clown (rappelant quelque peu le Joker, ennemi de Batman), il tyrannise la population d'un village qu'il oblige à travailler pour son maître. L'un de ses « loisirs » consiste à obliger un père à atteindre, à l'aide d'un arc et d'une flèche, une boîte de conserve posée sur la tête de son fils, à l'image de Guillaume Tell. Armé d'un long bâton de combat qu'il utilise en le faisant tournoyer avant de frapper soudainement son adversaire, il est défait sans difficultés par Kenshirô à l'aide de la technique du « Koushu Hagan Ken ».
- Club : Un des lieutenants de Shin, le valet de trèfle. Il utilise des griffes d'acier pour combattre (Ken le qualifiera d'« Ersatz de Wolverine »[réf. nécessaire]). Il sera tué par Ken qui lui fait exploser la colonne vertébrale.
- Heart : Lieutenant de Shin, il est le valet du cœur, ce géant d'apparence paisible perd tout son calme lorsqu'il voit son sang. Shin le charge d'anéantir Kenshirô. Son surnom est « Le tueur d'arts martiaux ». La force de Heart réside dans la graisse qui entoure son corps et lui permet d'absorber tout objet qui entre en contact avec lui, ce qui le rend invulnérable au Hokuto Shinken. Ainsi lors de sa première attaque, Ken est surpris par la résistance de Heart et subit de plein fouet sa contre-attaque. Ken décide alors d'employer Hokuto Jûha Zan qui consiste à écarter la graisse de l'adversaire et de frapper le point vital de l'adversaire. Heart est ainsi terrassé.
- Wolf : L'un des chefs de gangs travaillant pour Shin. Les cheveux violets, doté de canines proéminentes et utilisant un lance-flammes en guise d'armes, il prend en otage le village où se sont réfugiés Ken, Bart et Lynn, qu'il commence à détruire méticuleusement grâce à des engins de chantier. Tentant d'écraser Ken entre deux bulldozers et une grue de démolition, il est finalement tué par ce dernier alors que Goras kidnappe Lynn et Bart.
- Blackbird : Chef d'une petite troupe héliportée au service de Shin, il traque Ken et essaye de l'abattre depuis les airs. Ken parvient à grimper dans son hélicoptère et, à forces de manœuvres audacieuses, à mettre en déroute la petite flottille volante. L'Homme aux Sept Cicatrices utilise enfin le propre appareil de Blackbird pour l'écraser au milieu de l'armée de Garekki, anéantissant les véhicules et la plupart des hommes de ce dernier.
- Tohda : Il est le machiniste du train de guerre que Shin utilise pour aller régler son compte à Kenshiro, le « South Star Train Cannon ». Petit homme replet, portant un haut-de-forme, il ne dispose d'aucune technique de combat autre que d'ordonner à ses hommes de pilonner la position où Ken, Bart, Lynn et Jenifer ont trouvé refuge. Cette dernière trouve la mort en tentant d'organiser une diversion pour sauver ses compagnons. Poursuivi par un Kenshirô furieux et désireux de se venger, Tohda trouve refuge dans sa forteresse secrète, un ancien navire de guerre échoué dont les canons sont toujours fonctionnel. En dépit de la puissance de feu de cette forteresse, Ken parvient à se hisser sur le navire et poursuit Tohda jusque dans la soute, afin de lui donner la mort. Bien que n'étant pas lui-même un artiste martial, c'est un mécanicien de talent, capable de remettre en état un train ainsi qu'un ancien croiseur.

### Le Colonel
Le Colonel (カーネル, Kāneru) est le chef suprême de l'Armée divine (ゴッドアーミー, Goddo Āmī), une armée composée de soldats d'élite provenant de toutes les armées du monde. Elle se considère élue par Dieu. En fait, leur dieu n'est autre que Shin. Les bottes secrètes du Colonel sont l'utilisation de deux boomerangs et de griffes d'acier. Il arrive aussi à anticiper les actions de ses adversaires en usant d'une certaine forme de télépathie. Le Colonel sera tué par Kenshiro en combat singulier.
Le bras droit du Colonel, Mad Sergent, est un béret rouge expert en maniement d'armes blanches. Il est aussi l'instructeur des soldats de l'Armée divine.

### Garekki
Chef de la « Gold Wolf Army », ce lieutenant de Shin a développé un style de combat original, le « Nanto Ningen Houdan », qui consiste à projeter ses hommes par-dessus les défenses de leurs adversaires à l'aide de canons dont il guide le tir grâce à une montgolfière. Mettant le siège autour du village de Jina (dans une mise en scène rappelant énormément le film Mad Max 2[réf. nécessaire]), il prend deux enfants en otages pour obliger l'Homme aux Sept Cicatrices à se rendre en les enfermant dans la nacelle de son ballon. Mal lui en prend : paralysé par Kenshirô, il servira lui-même de projectile pour crever son propre dirigeable qui emmenait les enfants à une mort certaine. Il périt dans sa chute. Personnage assez atypique, ce n'est pas qu'un tueur, mais aussi un fin gourmet qui n'hésite pas à retarder son assaut du fait de l'heure du repas. Par certains côtés, il rappelle quelque peu le personnage d'Hannibal Lecter.

### Bask
Bask est gouverneur d'une zone pour le compte de Jakoh. Il a mis une prime sur la tête de Lin et Bat, alors que leur milice, l'armée du Hokuto, ne cesse de harceler le commerce des esclaves de l'Empire. Après que Barona a été tué par Kenshiro, Bask le provoque en duel. Il est rapidement vaincu par Kenshiro, qui lui tord le bras avant de l'achever en frappant un point de pression sur son front, le coupant en deux.

### Shura
C'est un démon résidant au Pays de la Shura qui ne possède pas encore de nom, car son niveau est encore trop faible. Malgré tout, il bat le Général Falco (encore blessé de son combat contre Ken) lorsque ce dernier arrive sur le continent pour tenter de sauver Rin. Il sera tué par Falco lors de son deuxième affrontement.
Alors qu'il n'avait même pas encore quinze ans, il est aussi celui qui massacra les hommes du pirate Akashachi (une centaine de pirates) et le blessa grièvement.

### Kaizer
C'est un démon qui possède le grade de général et qui a plus de 1 800 victoires contre d'autres démons. Il a sur le visage des cicatrices faites par le Général Han. Il sera tué par Shachi.

### Alf
C'est un lutteur qui a tué un gros nombre d'ennemis en moins de deux minutes. Il compte le temps de lutte à l'aide d'une clepsydre, et possède un manteau couvert d'une substance qui cause des hallucinations à l'ennemi, en faisant voir des centaines de copies d'Alf. Kenshirô toutefois va tuer Alf en frappant tous ces images doublées et naturellement le vrai Alf.

### Dagale
C'est un des lieutenants de Yuda qui sera battu par Ken très facilement. Néanmoins, Ken l'épargnera, lui laissant des blessures insupportables. Lorsqu'il retrouve Yuda, ce dernier lui apprend qu'il l'a utilisé et sacrifié à des fins stratégiques. Fou de rage, il se rue sur Yuda mais sera coupé en deux d'un seul doigt avant de n'avoir pu porter le moindre coup.

## Personnages mineurs
- Tou (トウ, Tō?) : Elle est la fille du maître des océans Rihaku. Elle est secrètement amoureuse de Raoh depuis son enfance. Elle se suicidera tandis que ce dernier pénétrera dans le Château de Yuria. Par ce geste, elle lui signifie son amour en refusant de le combattre.
- Myu (ミュウ, Myū?) : Myu est une servante du Gouverneur général Jakoh. Elle sert son maître afin de savoir où celui-ci a dissimulé l'Impératrice céleste. Elle est également amoureuse de Falco, dont elle aura un enfant.
- Sayaka (サヤカ?) : Elle est la sœur de Kaioh. Elle apparaît donc dans la deuxième partie du manga. Elle est amoureuse de Hyoh et espère que son frère retrouvera un jour la raison lorsqu'il cessera d'être possédé par des démons. Elle protégera Lin lorsqu'elle tentera de s'échapper des hommes de Kaioh. Néanmoins, elle mourra tuée par Kaioh lui-même qui, pour attiser la haine de Hyoh envers Kenshirô, éliminera sans pitié sa propre sœur.
- Seiji : Il est le fils de Sanga. Son rêve était de devenir plus fort que lui, c'est pourquoi son père lui faisait subir de durs entraînements. Un jour, Sanga jette Seiji dans un ravin. Ne comprenant pas ce geste qu'il n'arrive pas à pardonner, Seiji commence à haïr son père plus que tout. Cette haine augmente démesurément le jour où il sauve la vie de Sarah qui était attaquée par un chien sauvage. En effet, l'animal avait attaqué Sarah pour défendre son chiot qu'il croyait en danger. Seiji se rend compte alors que même les animaux sauvages protègent leur progéniture, ce que Sanga n'a pas fait avec lui. Cette haine va le pousser à entrer dans le temple des Clifflands où l'on pratique le Hokumon No Ken. Son envie de s'entraîner tenant de la véritable obsession, il parvient à maîtriser cet art en seulement deux ans ce qui fait de lui fait un prodige. Or, il abandonne le temple, ce qui a comme conséquence de devoir être mis à mort. Deux bonzes essaient de le tuer mais sans y arriver. Seiji a comme ambition d'aller à Lastland où son père règne afin de le tuer et prendre sa place. Mais, il arrive trop tard car Sanga est mort. Fou de colère, il ira jusqu'à profaner sa sépulture et son cadavre. Il réussit finalement à soumettre Lastland mais l'heure d'affronter le courroux du Hokuto arrive et il doit donc faire face à Ken. Seiji est facilement vaincu et apprend de Yûra, sa grand-mère, que Sanga l'avait jeté dans le ravin afin de l'endurcir pour qu'il devienne un combattant plus fort que lui. Seiji comprend que son père l'a donc toujours aimé et retrouve son humanité en effaçant la haine de son cœur. Son âme s'étant rachetée, Seiji décide de mourir et se porte lui-même le coup fatal. Il espère ainsi aller retrouver son père en enfer afin de se mesurer à lui.

## Stature des personnages
Il est important de voir que dans cette série, protagonistes comme antagonistes possèdent une taille et une corpulence imposantes, ce qui donne un côté rassurant aux Héros et effrayant aux méchants. Voici quelques exemples :
- Kenshirô : 185 cm/100 kg
- Shin : 183 cm/98 kg
- Rei : 185 cm/100 kg
- Jagi : 186 cm/99 kg
- Toki : 188 cm/95 kg
- Amiba : 188 cm/95 kg
- Yuda : 183 cm/99 kg
- Shew : 180 cm/90 kg
- Souther : 181 cm/98 kg
- Ryuga : 190 cm/105 kg
- Juza : 183 cm/99 kg
- Fudoh : 225 cm/270 kg
- Raoh : 210 cm/145 kg
- Warden Uighur : 228 cm/350 kg
- Zag : 226 cm/272 kg
- Zeed : 230 cm/210 kg
- Mr Heart : 227 cm/352 kg
- Kiba-Daiô : 229 cm/273 kg
- Devil : 251 cm/353 kg